# لدیو بقجا
لدیو بقجا (انگلیسی: Ledio Beqja؛ زادهٔ ۱۸ ژوئن ۲۰۰۱) بازیکن فوتبال است.
از باشگاه‌هایی که در آن بازی کرده‌است می‌توان به باشگاه فوتبال تئوتا اشاره کرد.
وی همچنین در تیم ملی فوتبال Albania U19 بازی کرده‌است.